# Atletik under sommer-OL 2016 - længdespring (herrer)
Mændenes længdespring under sommer-OL 2016 i Rio de Janeiro blev afholdt d. 12.-13. august 2016 på Olympic Stadium.